# Имянлебаш
Имянлеба́ш (тат. Имәнлебаш) — село в Заинском районе Республики Татарстан, в составе Верхнешипкинского сельского поселения.

## Этимология
Топоним произошёл от гидронима «Имәнле» (Именлинка) и гидрографического термина «баш» (начало, исток).

## География
Село находится на реке Именлинка, в 15 км к западу от районного центра, города Заинска.

## История
На территории и в окрестностях села выявлены археологические памятники: Имянлебашская стоянка (срубная культура), Имянлебашские селища I (именьковская культура), II (булгарский период), III (срубная и пьяноборская культуры).
Село известно с 1678 года. До 1860-х годов жители относились к категории государственных крестьян (из ясачных татар). Их основные занятия в этот период – земледелие и скотоводство, были распространены плотничный и столярный промыслы. Сани, изготовленные местными мастерами, славились по всей округе.
В «Списке населенных мест по сведениям 1870 года», изданном в 1877 году, населённый пункт упомянут как деревня Именлибаш 3-го стана Мензелинского уезда Уфимской губернии. Располагалась при речке Именлинке, по левую сторону коммерческого тракта из Бирска в Мамадыш, в 90 верстах от уездного города Мензелинска и в 14 верстах от становой квартиры в селе Заинск (Пригород). В деревне, в 75 дворах жили 457 человек (232 мужчины и 225 женщин, татары), были мечеть, водяная мельница. Жители занимались земледелием, скотоводством, пчеловодством, плотничеством.
По сведениям начала XX века, в деревне действовали мечеть, 2 общественные водяные мельницы, бакалейная лавка, хлебозапасный магазин. В этот период земельный надел сельской общины составлял 1134 десятины.
По подворной переписи 1912–1913 годов, из 192 дворов 48 были безлошадными, 140 – одно-, двухлошадными, 4 имели по три и более рабочих лошадей; зарегистрирована 1241 голова крупного рогатого и прочего скота; 170 хозяйств земледелие совмещали с кустарным промыслом.
До 1920 года село входило в Токмакскую волость Мензелинского уезда Уфимской губернии. С 1920 года в составе Мензелинского, с 1922 года – Челнинского кантонов ТАССР. С 10 августа 1930 года – в Шереметьевском, с 10 февраля 1935 года – в Заинском, с 1 февраля 1963 года – в Челнинском, с 1 ноября 1972 года в Заинском районах.
В 1923 году в селе открыта начальная школа, в 2015 году закрыта.
В период коллективизации в селе организован колхоз «Югары Чишма». С 1997 года сельскохозяйственный производственный кооператив «Именлибаш».

## Население
| 1859 | 1870 | 1897 | 1920 | 1926 | 1938 | 1949 | 1958 | 1970 | 1979 | 1989 | 2002 | 2011 | 2017 |
| ---- | ---- | ---- | ---- | ---- | ---- | ---- | ---- | ---- | ---- | ---- | ---- | ---- | ---- |
| 356  | 457  | 758  | 1037 | 611  | 636  | 542  | 535  | 664  | 510  | 350  | 319  | 311  | 275  |

Национальный состав села — татары.

## Экономика
С 2004 года в селе работает подразделение агрофирмы «Зай» (полеводство, молочное скотоводство)>.

## Инфраструктура
В селе функционируют дом культуры (с 1937 г.), библиотека, фельдшерско-акушерский пункт.

## Религия
Мечеть (с 1993 года).

## Известные люди
На местном кладбище похоронен известный татарский религиозный деятель, писатель, поэт, просветитель, врач Таджеддин Ялчыгул (1768–1838), который умер по пути к больному. В близлежащих населенных пунктах получили распространение легенды и риваяты о его жизни, могила стала местом паломничества. На въезде в село в 2010 году ему установлен памятный знак. В городе Заинск и селе с 2013 года проводится ежегодная республиканская конференция, посвященная Т.Ялчыгулу.